# Otoka
Otoka är en ort i Bosnien och Hercegovina.   Den ligger i entiteten Federationen Bosnien och Hercegovina, i den nordvästra delen av landet, 210 km nordväst om huvudstaden Sarajevo. Otoka ligger 141 meter över havet och antalet invånare är 6 595.
Terrängen runt Otoka är huvudsakligen kuperad, men västerut är den platt. Otoka ligger nere i en dal. Närmaste större samhälle är Cazin, 18,6 km väster om Otoka. 
I omgivningarna runt Otoka växer i huvudsak lövfällande lövskog. Runt Otoka är det ganska tätbefolkat, med 67 invånare per kvadratkilometer.